# Ліппеталь
Ліппеталь (нім. Lippetal) — сільська громада в Німеччині, знаходиться в землі Північний Рейн-Вестфалія. Підпорядковується адміністративному округу Арнсберг. Входить до складу району Зост.
Площа — 126,58 км². Населення становить 11 949 ос. (станом на 31 грудня 2020).

## Географії

### Сусідні міста та громади
Ліппеталь межує з 7 містами / громадами:
- Ален
- Бад-Зассендорф
- Беккум
- Гамм
- Ліппштадт
- Зост
- Вадерсло

## Галерея

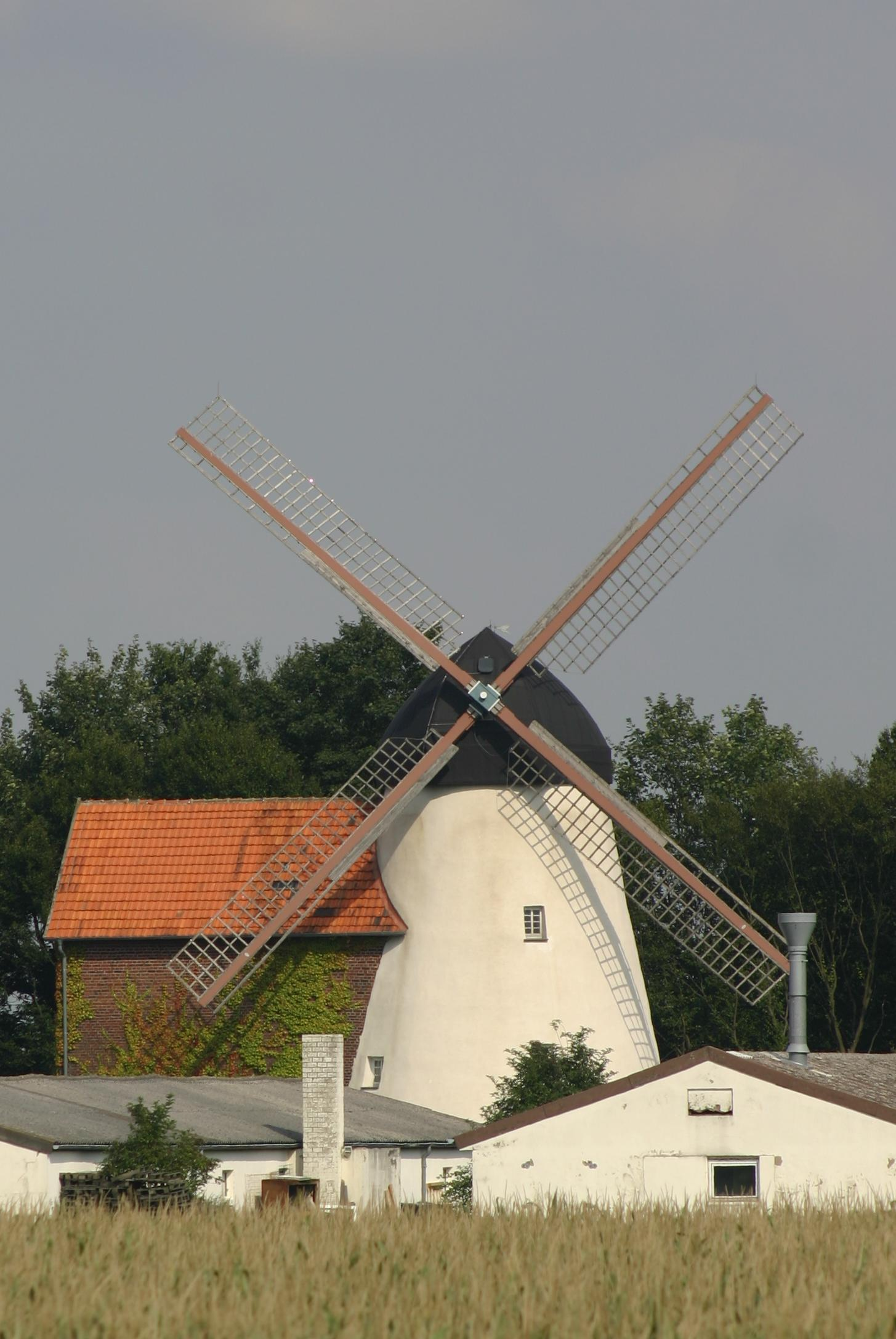

### Адміністративний поділ
Громада  складається з 11 районів:
- Брокгаузен
- Гайнтроп-Бюнінггаузен
- Герцфельд
- Гультроп
- Гофештадт
- Кревінкель-Вільтроп
- Ліппборг
- Нідербауер
- Нордвальд
- Естінггаузен
- Шонеберг